# 6068 Brandenburg
6068 Brandenburg este un asteroid din centura principală de asteroizi.

## Descriere
6068 Brandenburg este un asteroid din centura principală de asteroizi. A fost descoperit pe 10 octombrie 1990 la Tautenburg de Freimut Börngen și Lutz Dieter Schmadel. Asteroidul prezintă o orbită caracterizată de o semiaxă mare de 3,04 ua, o excentricitate de 0,08 și o înclinație de 9,0° în raport cu ecliptica.